# الظالم والمظلوم
الظالم والمظلوم فيلم مصري أٌنتج عام 1999 وأخرجه حسام الدين مصطفى، وكان آخر فيلم يخرجه. وتاريخ عرضه يوافق عيد الأضحى 1419 هـ.
رغم أن عناوين الفيلم تقول أنه مأخوذ من رواية الكونت دي مونت كريستو لألكساندر دوما، لكن المؤرخ محمود قاسم يرى أنها مأخوذة من الفيلم الهندي آخري راستا.

## قصة الفيلم
تدور الأحداث عن عامل يدعى جابر (نور الشريف) وهو شاب يعمل في ميناء الإسكندرية ويتميز بشهامة ابن البلد، وهو يحب الفتاة بدور إلهام شاهين) ويتزوجها، يراها مسئول كبير في الاتحاد الاشتراكي (سالم) أيام بدء النظام الاشتراكي فيأسره جمالها وتتحرك شهواته الدنيئة، ويساعده في الوصول إليها بعض أذنابه (القوصي-برقوقة-نزيه)، وحين يعلم زوجها بذلك يكاد يفتك به، ولكن قوى البطش تقهره فيدخل السجن ظلماً ويخرج بعد 25 عاماً ليصبح الظالم والمظلوم وجهاً لوجهٍ حيثُ ينتقم من كل الذين أدخلوه السجن، وسط مطاردات يقوم بها ابنه الضابط الذي لا يعرف هويته، ويسعى للقبض عليه.

## روابط خارجية
- الظالم والمظلوم على موقع الدهليز
- الظالم والمظلوم على موقع قاعدة بيانات الأفلام العربية